# Rappel (nautisme)
Pour les articles homonymes, voir Rappel.

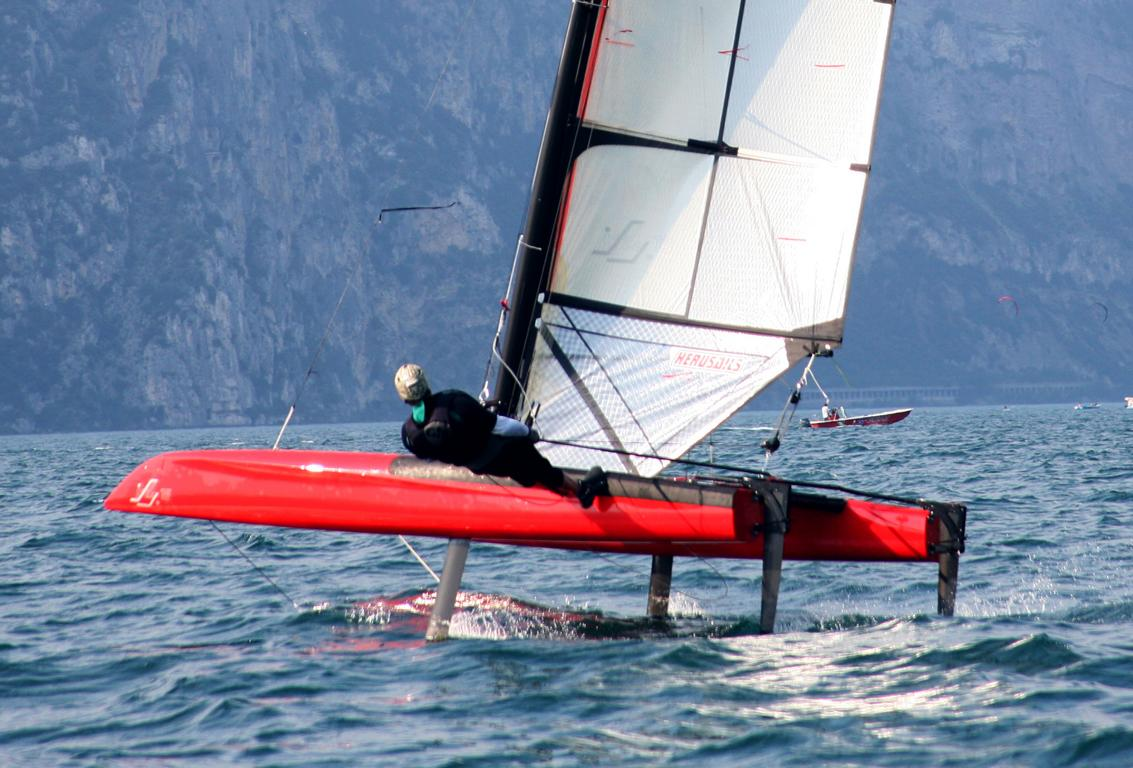
Skipper en rappel sur un catamaran de sport.

Sur un bateau, et en particulier sur un voilier léger, le rappel consiste à placer l'équipage de façon à aider à la stabilité et limiter la gîte du bateau,,.
- Sur les plus gros bateaux (quillards...), les équipiers s'assoient les uns à côté des autres sur le bord du pont, les pieds dans le vide au-dessus de l'eau (sauf le barreur qui reste à son poste). Le rappel sert ici essentiellement à augmenter les performances du bateau, et donc sa vitesse.
- Les dériveurs légers sont en général équipés de sangles de rappel, les équipiers placent leurs pieds sous les sangles, leurs jambes en appui sur le bord du bateau et le haut du corps à l'extérieur. Leur corps se trouve ainsi quasiment à l'horizontale. Sur les dériveurs légers le rappel est indispensable, sauf si le vent est faible. Pour déporter encore plus son poids à l'extérieur du bateau on utilise la technique du trapèze avec un baudrier.